# Korjenita tekoma
Korjenita tekoma (lat. Campsis radicans), vrsta je lijane iz porodice katalpovki čija je zemlja porijekla Sjeverna Amerika, poglavito SAD, ali je uvezena i po drugim kontinentima, Južnu Ameriku, Afriku, Europu (uključujući Hrvatsku) i Aziju
U Hrvatskoj je ima na otoku Murteru.

## Sinonimi
Postoje mnogobrojni sinonimi za vrstu, a prvi puta opisana je kao Bignonia radicans L. u Species Plantarum 2: 624–625. 1753.

## Galerija
- C. radicans, North Carolina Arboretum.
- C. radicans, plod
- C. radicans, cvijet
- Campsis radicans kao stablo u Botaničkom vrtu u Beču.